# جون روشي (شخصية أعمال)
جون روشي (بالإنجليزية: John Roach)‏ هو شخصية أعمال أمريكي، ولد في 25 ديسمبر 1815 في Mitchelstown ‏ في جمهورية أيرلندا، وتوفي في 10 يناير 1887.